# Canton d'Availles-Limouzine
Le canton d'Availles-Limouzine est un ancien canton français situé dans le département de la Vienne et la région Poitou-Charentes.

## Géographie
Ce canton était organisé autour d'Availles-Limouzine dans l'arrondissement de Montmorillon. Son altitude variait de 120 m (Availles-Limouzine) à 224 m (Availles-Limouzine) pour une altitude moyenne de 123 m.

## Représentation

### Conseillers généraux de 1833 à 2015
| Période | Période      | Identité                                      | Étiquette         | Qualité |
| ------- | ------------ | --------------------------------------------- | ----------------- | --- |
| 1833    | 1850 (décès) | Louis Faugère fils (1793-1850)                |                   | Propriétaire, ancien maire d'Availles (1826-1830)                                                                                    |
| 1851    | 1861         | Charles-Eugène Manès                          |                   | Propriétaire, maire d'Availles |
| 1861    | 1870         | Bernard de Lauragais et de la Tour-d'Auvergne |                   | Ambassadeur de France à Londres Sénateur (1869-1870) Ministre des Affaires étrangères (1869-1870) Propriétaire du château d'Angliers |
| 1870    | 1877 (décès) | Alphonse Lepetit                              | Républicain       | Doyen de la Faculté de droit de Poitiers Député Sénateur inamovible (1875-1877) Adjoint au maire de Poitiers                         |
| 1877    | 1911 (décès) | Célestin Tafforin                             | Républicain       | Médecin, maire d'Availles |
| 1911    | 1925 (décès) | Joseph Farisy                                 | RG                | Maire de Mauprévoir |
| 1926    | 1931         | Gabriel Chamaillard                           | Rad.              | Médecin à Mauprévoir |
| 1931    | 1937         | Pierre Colomb                                 | Rad. ind.         | Avocat puis industriel à Civray Député (1928-1940)                                                                                   |
| 1937    | 1940         | Louis Chauvet                                 | SFIO              | Adjoint au maire d'Availles-Limouzine                                                                                                |
|         |              |                                               |                   | |
| 1945    | 1958         | Félix Guichard                                | PCF               | Cheminot Maire d'Availles-Limouzine (1945-1953)                                                                                      |
| 1958    | 1970         | Paul Guichard des Ages                        | RGR puis SE       | Propriétaire à Pressac |
| 1970    | 1988         | Émile Bernard                                 | CDP puis app. UDF | Maire de Mauprévoir (1977-1995) |
| 1988    | 2001         | Raymond Brunet                                | PCF               | Artisan menuisier Maire d'Availles-Limouzine (1989-2008)                                                                             |
| 2001    | 2015         | Roland Debiais                                | DVD               | Facteur, vice-président du conseil général Maire de Pressac (1995-2015)                                                              |

### Conseillers d'arrondissement (de 1833 à 1940)
Le canton d'Availles appartenait à l'arrondissement de Civray jusqu'à sa disparition en 1926.
| Période                                  | Période | Identité                     | Étiquette   | Qualité |
| ---------------------------------------- | ------- | ---------------------------- | ----------- | --- |
| 1833                                     |         | Étienne Nebout (1774-1843)   |             | Maire de Saint-Martin-l'Ars                                                                                 |
|                                          |         |                              |             | |
| av.1880                                  |         | Alphonse Faugère (1830-1894) | Républicain | Propriétaire, receveur buraliste, maire d'Availles                                                          |
|                                          |         |                              |             | |
| av.1919                                  |         | M. Faurant                   |             | Suppléant du juge de paix                                                                                   |
| av.1922                                  | 1928    | M. Martin                    |             | |
| 1928                                     | 1934    | Jean Bouya                   | Radical     | |
| 1934                                     | 1940    | M. Ranger                    | Républicain | |
| 1940                                     |         |                              |             | Les conseils d'arrondissement ont été suspendus par la loi du 12 octobre 1940 et n'ont jamais été réactivés |
| Les données manquantes sont à compléter. |         |                              |             | |

## Composition
Le canton d'Availles-Limouzine regroupait 4 communes et comptait 2 896 habitants (recensement de 2007 populations municipales).
| Nom                            | Code Insee | Codepostal | Superficie (km2) | Population (dernière pop. légale) | Densité (hab./km2) |
| ------------------------------ | ---------- | ---------- | ---------------- | --------------------------------- | ------------------ |
| Availles-Limouzine (chef-lieu) | 86015      | 86460      | 57,90            | 1 289 (2012)                      | 22                 |
| Mauprévoir                     | 86152      | 86460      | 48,59            | 649 (2012)                        | 13                 |
| Pressac                        | 86200      | 86460      | 49,21            | 644 (2012)                        | 13                 |
| Saint-Martin-l'Ars             | 86234      | 86350      | 41,76            | 384 (2012)                        | 9,2                |

## Démographie
| 1962  | 1968  | 1975  | 1982  | 1990  | 1999  | 2006  | 2011  | 2012  |
| ----- | ----- | ----- | ----- | ----- | ----- | ----- | ----- | ----- |
| 4 202 | 3 953 | 3 513 | 3 397 | 3 109 | 2 924 | 2 901 | 2 997 | 2 966 |

## Sources
1. ↑  « Ministère de la culture - Base Léonore », sur culture.gouv.fr (consulté le 30 avril 2023).
2. ↑  « Journal officiel de la République française. Lois et décrets » , sur Gallica, 24 février 1911 (consulté le 29 septembre 2020).
3. ↑  « Journal officiel de la République française. Lois et décrets » , sur Gallica, 18 mars 1911 (consulté le 29 septembre 2020).
4. ↑  « Journal officiel de la République française. Lois et décrets » , sur Gallica, 15 janvier 1926 (consulté le 29 septembre 2020).
5. ↑  « Journal officiel de la République française. Lois et décrets » , sur Gallica, 10 mars 1926 (consulté le 29 septembre 2020).
6. ↑  « Rubedo.current.page.title », sur La Nouvelle République du Centre-Ouest (consulté le 29 septembre 2020).
7. ↑  Structure de la population du canton de 1968 à l'année de la dernière population légale connue
8. ↑  Fiches Insee - Populations légales du canton pour les années 2006, 2011, 2012